# 荷蘭皇家陸軍
荷蘭皇家陸軍（荷蘭語：Koninklijke Landmacht）是荷蘭軍隊的地面部隊。

## 簡史
荷蘭陸軍成立於1814年1月9日，但它的起源可追溯至1572年。荷蘭共和國在17和18世紀初開始訓練這支軍隊，並參與80年戰爭、1658年至1660年瑞典戰爭、法荷戰爭、九年戰爭、西班牙王位繼承戰爭、奧地利王位繼承戰爭和1795年法國大革命戰爭。1795年這支軍隊後來歸屬巴達維亞共和國 ,1806年又歸屬荷蘭王國。1799年在英俄入侵荷蘭時和法國並肩作戰,1800年和1810年之間分別和普魯士,奧地利,西班牙發生戰爭。在1810年拿破崙決定'統一'把荷蘭併入法國,這支軍隊也隨之撤銷。該部隊的一部分，改編為大軍團 。這就是荷蘭126e科特迪瓦步兵團的起源。1812年荷蘭武裝部隊參與了俄法戰爭。其中最引人注目的是貝爾齊納河戰役 。
自1814年荷蘭軍隊已參與了一些軍事衝突（1815年滑鐵盧之役，幾次殖民戰爭 1825年至1925年，1830年至1832年比利時獨立戰爭，1940年至1945年第二次世界大戰，1950-1953年韓戰， 1945-1949年印度尼西亞獨立戰爭，1960-1962年新幾內亞叛亂）。
如今荷蘭陸軍目標在於推動和平,致力參與維和行動（1979至1985年之間黎巴嫩和前南斯拉夫（波士尼亞和赫塞哥維那，克羅埃西亞，馬其頓和科索沃）,1992-1994年海地，1995-1996年塞浦路斯，1998年至1999年厄立特里亞和埃塞俄比亞 ,2001年阿富汗,2003年至2005年伊拉克,2008-2009年查德）。

### 軍校
位於布雷達的荷蘭軍事科學院，為荷蘭陸軍的軍官學校。

## 軍隊結構
戰鬥的核心主要有三個獨立旅：兩個機械化旅和一個空降旅。約有27,000名專業人才。荷蘭皇家陸軍雖是徵兵制但已經停止，實質上已經成為募兵制。其他三個單位（ 荷蘭皇家海軍 ， 荷蘭皇家空軍和皇家憲兵 ）已經完全改成募兵制。

## 軍人工會
荷蘭武裝部隊會派代表組成工會。軍人工會（簡稱為 AFMP）在1966年被荷蘭政府承認，工會代表保障退除役官兵的福利。

## 荷蘭皇家陸軍單位

### 騎兵
- Huzaren　Van Sytzama團前第一騎兵團（成立於1814年，起源可追溯到1588） -裝甲
- Huzaren Prins van Oranje團前第二騎兵團（成立於1815年，起源可追溯到1688年） -裝甲
- Huzaren Van Boreel團前第四騎兵團（成立於1813年，起源可追溯到1585） -偵察/伊斯塔

第四團， Huzaren Prins Alexander團 ，由於預算削減以致被迫解散。前三團是為騎兵團，成立於 1814年（起源可追溯到1672年）。它被稱騎兵衛隊，但從來沒有真正的警衛團。

### 步兵
每個荷蘭皇家陸軍步兵團都下轄一個營。有第11航空旅，第13機械化旅,第43機械化旅的一部分,名稱如下:Garderegiment Grenadiers en Jagers步兵團,Garderegiment Prinses Irene步兵團和Johan Willem Friso respectively步兵團 。

#### 衛隊

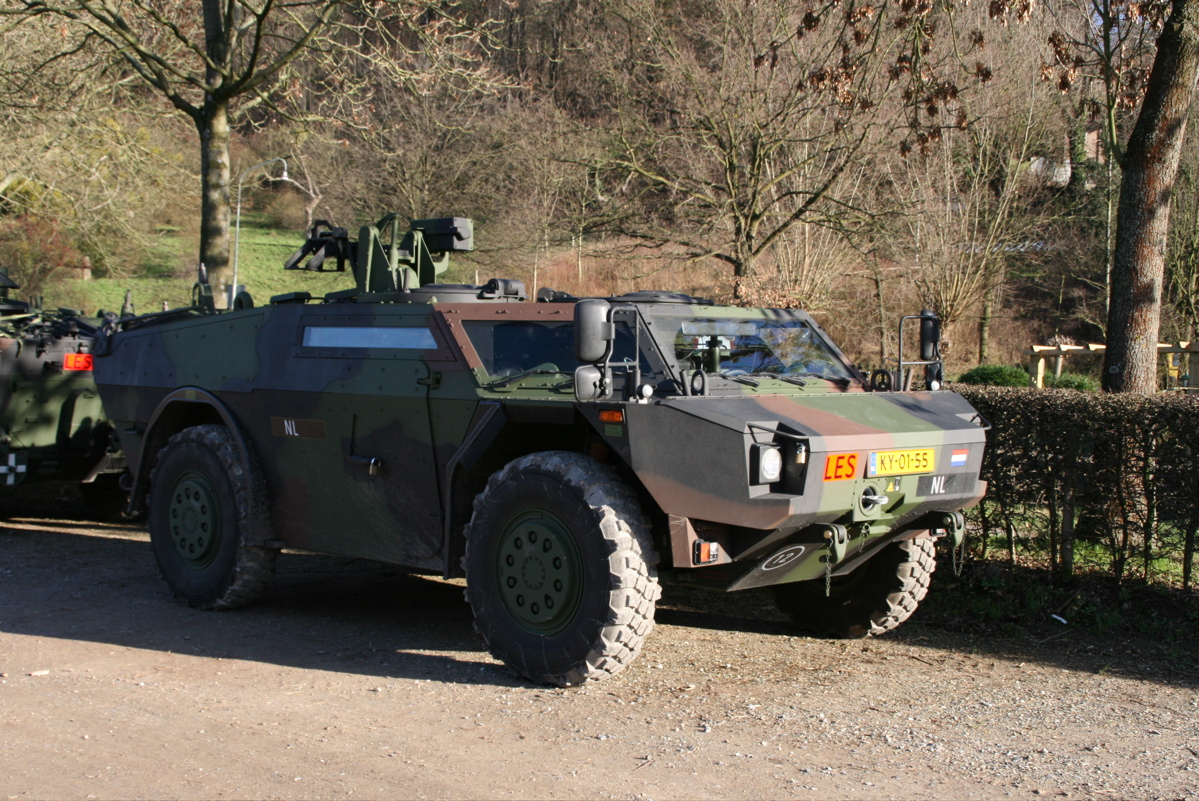
荷蘭皇家陸軍的Fennek4X4裝甲車。

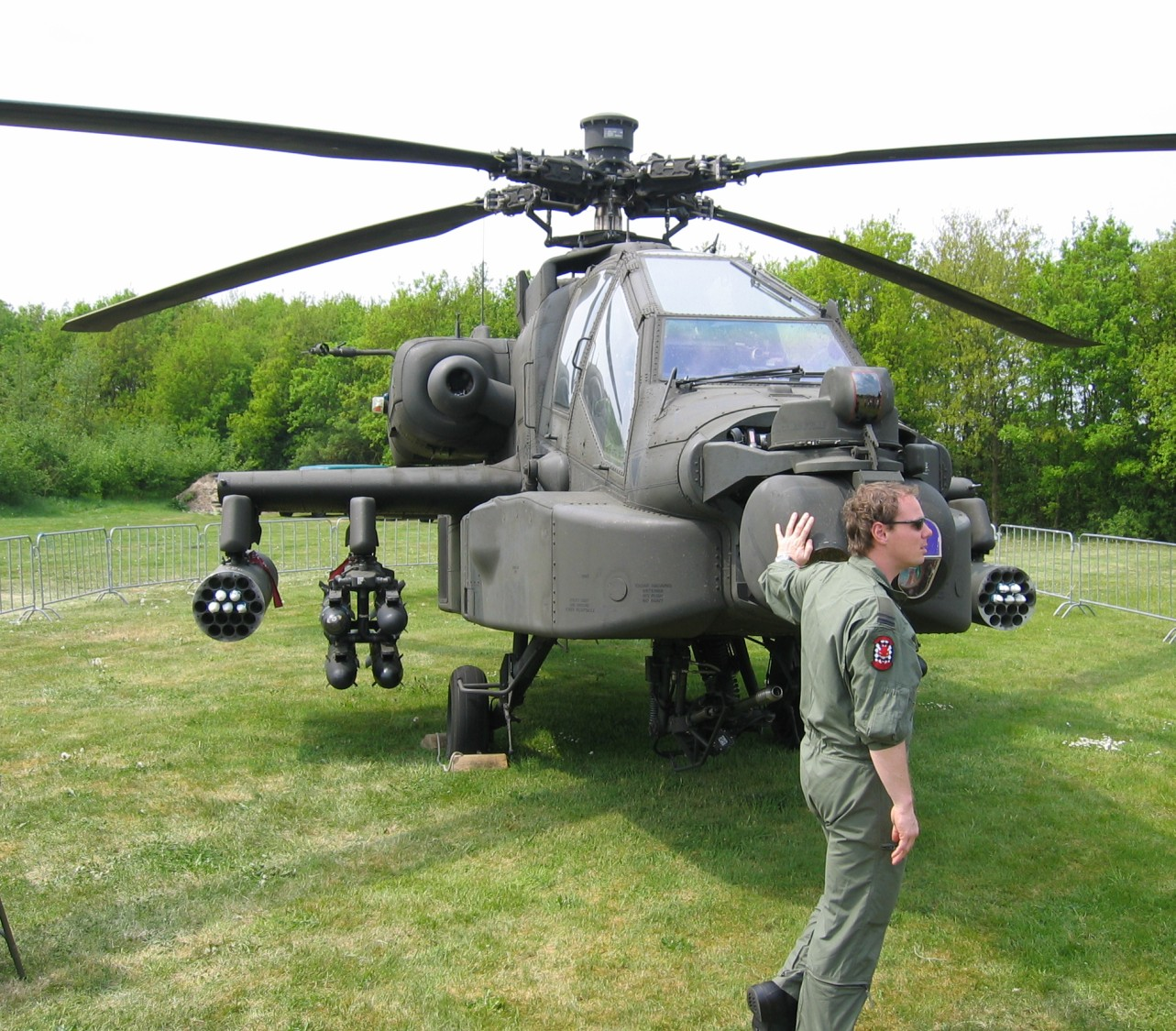
架AH - 64荷蘭皇家空軍。

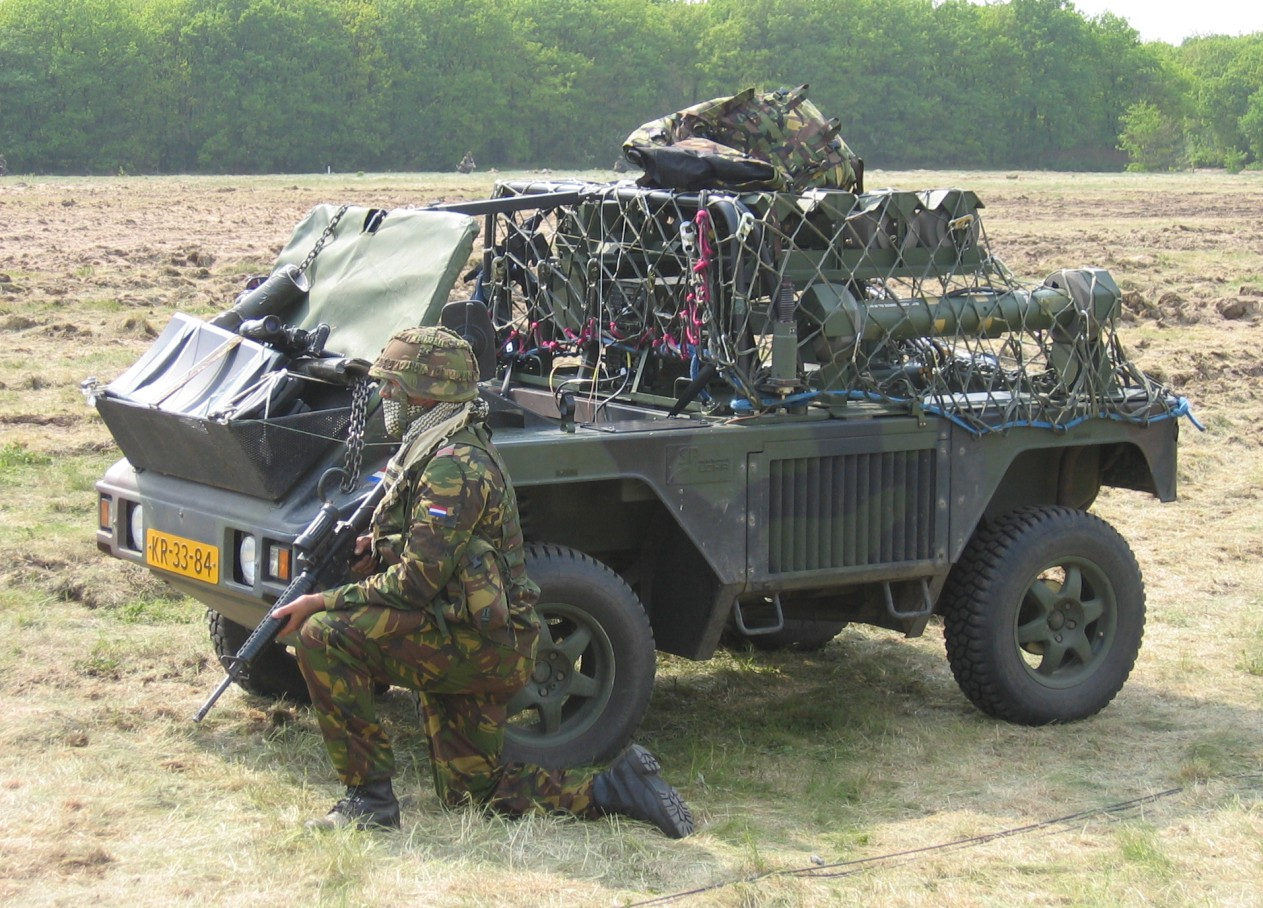
荷蘭陸軍輕型支援車。

- Garderegiment Grenadiers en Jagers旅成立於1995年通過合併的兩個團（兩者在1829年成立），起源可追溯到1599年-空中突擊步兵團。
- Garderegiment Fuseliers Prinses Irene旅成立於1941年-機動步兵團。

#### 機動步兵
- Johan Willem Friso步兵團 ，前第一步兵團（成立於1813年，可追溯到1577） -機動步兵
- Limburgse Jagers步兵團,前第二步兵團（成立於1813年，可追溯到1602） -機動步兵
- Oranje Gelderland步兵團 ，前第五步兵團（成立於1814年，可追溯到1585） -機動步兵
- Van Heutsz步兵團,前荷屬東印度的軍隊，(成立於1832年,origines可追溯至1808年） -空中突擊步兵
- Stoottroepen Prins Bernhard步兵團 ，成立於1944年-空中突擊步兵

在Limburgse Jagers和Regiment Infanterie Oranje Gelderland分別由前第6和第8步兵團戍衛。未來前門諾凡庫霍恩步兵團（前第3步兵團，1995年解散）將成為威廉弗里索約翰的戍衛軍隊。第四步兵團（解散1950年）和前Chassé步兵團（原第7步兵團，解散1995年）仍不恢復編制。

#### 特種部隊
- Commandotroepen軍團成立於1942年-特種部隊

### 支援單位
- Veldartillerie軍團,成立於1677 -野戰砲兵
- Rijdende砲兵軍團 ，成立於1793年-馬砲兵
- Luchtdoelartillerie軍團,成立於1917年-防空砲兵
- Genietroepen兵團,成立於1748 -工兵
- Verbindingstroepen兵團,成立於1874年-通信兵

### 單位
- Bevoorradings-en Transporttroepen兵團 -運輸與物流部隊
- Geneeskundige Troepen兵團 -醫療部隊
- Technische Troepen兵團 -電子/機械工程部隊
- Dienstvak Technische Staf-技術工程部隊
- Dienstvak Militair Juridische Dienst -法律單位
- Dienstvak Militair Psychologische en Sociologische Dienst -心理和社會單位
- Militaire Administratie Administratie -管理部隊
- Koninklijke Militaire Academie -皇家軍事學院
- Koninklijke Militaire School -皇家軍校
- LO/ Sportorganisatie - 訓練單位

### 陸軍後備部隊
國民後備部隊 -全國分成五個地區,每個地區一個營（主要是輕步兵），類似英國的國民兵 。在2008年改成三個營,並且結合第11空中機動旅，第13機械化旅和第43機械化旅。

### 聯合軍團
荷蘭和德國有所謂聯合部隊， 荷德部隊 。是北約的機動部隊 。下有支援營和一個補給營。該營設在明斯特（德國）和艾貝亨（荷蘭）。第101通信資訊營設在艾貝亨和哈爾德倫。
在冷戰期間這支部隊隸屬北約北方集團軍 。80年代這支部隊包括三個師，第一師，第四師和第五師（儲備）。在1990年代和2000年代這支部隊只剩第一師 ，而師本部也被解散。
踏入2023年，隨著2022年俄羅斯入侵烏克蘭的戰況陷入膠著，荷蘭準備將其作戰旅完全整合至德國聯邦國防軍陸軍當中 。

## 現役或將服役裝甲車輛

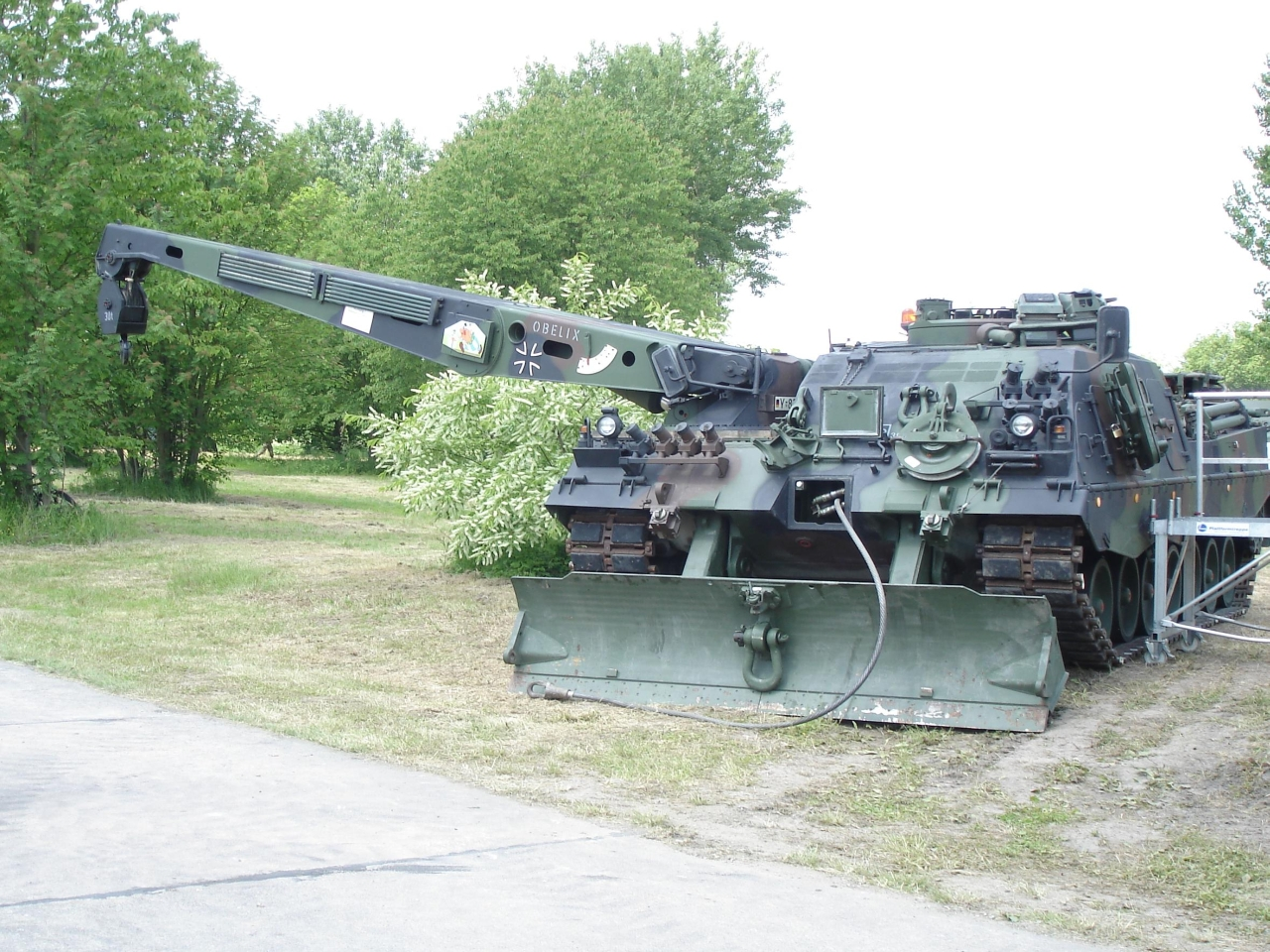
BPz3 「Büffel」

- 46輛德製豹2A8(最快2027年後就能開始接收首批新車[2])
- 25輛BPz3「Büffel」（豹II）裝甲回收車
- 504輛「獰貓」（Caracal）突擊車（自2025年起，以每年100輛的進度交付[3]）
- 1600多輛YPR-765步兵裝甲車（英语：AIFV），有多種衍生型：裝甲運兵車（APC），反坦克車，指揮車，偵察車，工程車，戰損修復車（YPR806），貨運車，戰地救護車。YPR-765是國際著名的AIFV步兵裝甲車（英语：AIFV），由M113裝甲運兵車發展而來 。這些車輛大多將被新世代的CV9035NL步兵戰車、Fennek和Boxer系列輪式裝甲車取代。
- 90輛Patria XA-188裝甲運兵暨救護車（英语：Patria Pasi）
- 92輛大毒蛇步兵裝甲車
- 17輛Fuchs 1電子作戰車
- 6輛Fuchs 1NBC偵察車
- M577指揮車（英语：M577 Command Post Carrier）
- 14輛Biber豹I bridgelayers（未來將取代14輛Psb 2)
- 14輛Leopard2裝甲工程車（未來將取代10輛AEV-3 Kodiak裝甲工程車（英语：AEV 3 Kodiak））。
- 22輛Leopard1裝甲回收車
- 20套PULS多管火箭系統[4]

### 無人機
- EMT Aladin迷你無人偵察機（英语：EMT Aladin）

### 單兵武器

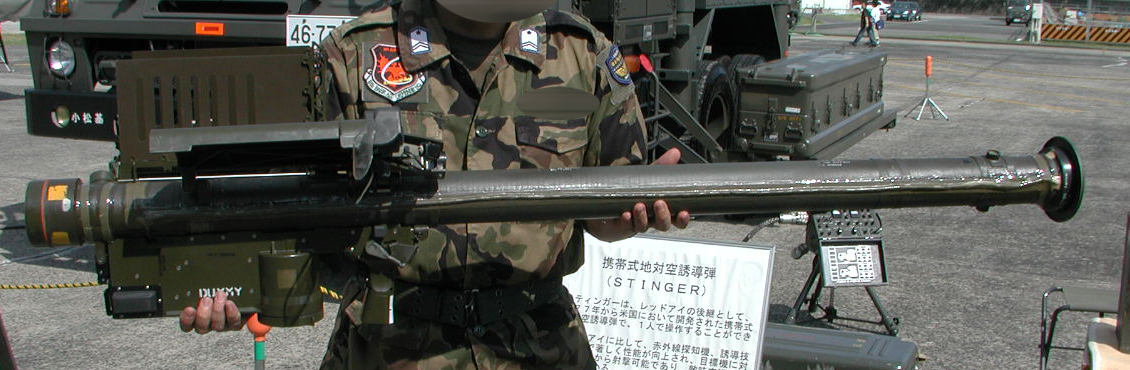
FIM-92C Stinger-單兵攜帶地對空導彈

- 克拉克17 9毫米半自動手槍
- SIG P226 9毫米半自動手槍
- HK MP5 9毫米冲锋枪（僅裝備特種部隊）
- FN P90 5.7毫米冲锋枪（僅裝備特種部隊）
- 迪瑪科C7A1 5.56毫米突击步枪
- 迪瑪科C8A1 5.56毫米卡賓槍
- HK416 5.56毫米卡賓槍／突击步枪（僅裝備特種部隊）
- HK417 7.62毫米自動步枪
- FN Minimi 5.56毫米轻机枪
- FN MAG 7.62毫米通用機槍
- 斯泰爾SSG 69 7.62毫米狙擊步槍
- 精密國際AW 7.62毫米狙擊步槍
- 薩科TRG-41 .338英吋狙擊步槍
- 精密國際AWM .338英吋狙擊步槍
- 精密國際AXMC .338英吋狙擊步槍
- 毛瑟SR-93狙擊步槍
- 巴雷特M82A1 12.7毫米狙擊步槍
- 莫斯伯格M590A1 12鉛徑特殊用途霰彈槍
- 白朗寧M2HB 12.7毫米（.50口徑）重機槍
- HK GMG 40毫米自動榴彈發射器
- HK AG36 40毫米下掛式榴彈發射器
- L16A2 81毫米迫擊炮（英语：L16 81mm mortar）
- MO-120-RT-61（巴哈貝雷伊）120毫米迫擊炮（英语：Mortier 120mm Rayé Tracté Modèle F1）
- Spike短距離反坦克導彈
- Panzerfaust 3短距離反坦克武器
- 吉爾中程反坦克導彈
- FIM-92C Stinger-單兵攜帶地對空導彈

## 最近出兵行動

### 波斯尼亚和黑塞哥维那
自1992年初荷蘭加入联合国维持和平部队，介入波斯尼亞戰爭，但在斯雷布雷尼察大屠殺中被指知道但沒作為，2014年荷蘭海牙民事法庭宣布裁決時表示，三百多名穆斯林男子於一九九五年七月十三日下午，被塞族共和国军逐出位於波托查里的聯合國維和部隊荷蘭軍營，軍營內荷蘭維和人員卻沒有制止，令他們走上被屠殺的絕路，因此荷蘭政府要為這些死難者的家人負上責任。
斯雷布雷尼察大屠殺最後被改編為電影《艾达，怎么了？》。

### 科索沃
自1999年以來荷蘭加入北約駐科索沃部隊。

### 伊拉克
共有1345的人（包括荷蘭海軍陸戰隊， 荷蘭皇家空軍的直升機中隊）,在2003年開始部署在伊拉克，營區設在斯密的塞馬沃市附近（伊拉克南部），負責區域在穆薩納省的一部分 。在2004年6月1日，荷蘭政府重申他們留滯到2005年。在每日郵報2004年10月21日報導，荷蘭將在2005年3月撤軍，直到2005年底將只會留下少許的聯絡官。據報導，荷蘭政府拒絕了伊拉克政府的請求延長一年的駐軍。荷蘭在戰爭中損失兩名士兵。

### 阿富汗
在2006年中，荷蘭特種部隊Commandotroepen特勤隊，成功地在塔林庫特，派出越來越多的工兵建設建築物。與此同時，其他特種部隊在這個動盪的地區,也和其他國家密切合作。2006年8月荷蘭派遣1400名的部隊在烏魯茲甘省南部。 （页面存档备份，存于）在烏魯茲甘的士兵絕大多數都是來自Van Heutsz團，另有44名 Pantserinfanteriebataljon Johan Willem Friso團和42名Tankbataljon團與Huzaren Prins van Oranje團。PzH 2000自行火砲在戰鬥中首次使用。自2006年以來，荷蘭的部隊在阿富汗南部參與了一些更深入的作戰行動，包括美杜莎行動和喬拉斯戰役 。截至2008年8月10日，在荷蘭在阿富汗共派遣1770名軍人部隊(不包括特種部隊士兵)。

## 外部連結
- 荷蘭皇家陸軍網站 （页面存档备份，存于）
- 荷蘭皇家陸軍博物館網站 （页面存档备份，存于）
- 荷蘭軍用車輛和新聞
- 荷蘭騎兵博物館 （页面存档备份，存于）